# 巴伊斯河畔特里
巴伊斯河畔特里（法語：Trie-sur-Baïse，法語發音：[tʁi syʁ ba.iz]）是法国上比利牛斯省的一个市镇，位于该省北部，属于塔布区。

## 地理
巴伊斯河畔特里（43°19'17"N, 0°22'13"E）面积11.2 平方千米，位于法国奧克西塔尼大區上比利牛斯省，该省份为法国西南部内陆省份，北至热尔省，西接大西洋比利牛斯省，南与西班牙接壤，东临上加龙省。
与巴伊斯河畔特里接壤的市镇（或旧市镇、城区）包括：丰特拉耶、贝尔纳代德巴、拉拉讷特里、拉佩尔、皮达里约、萨杜尔南、图尔努达尔雷、维杜。

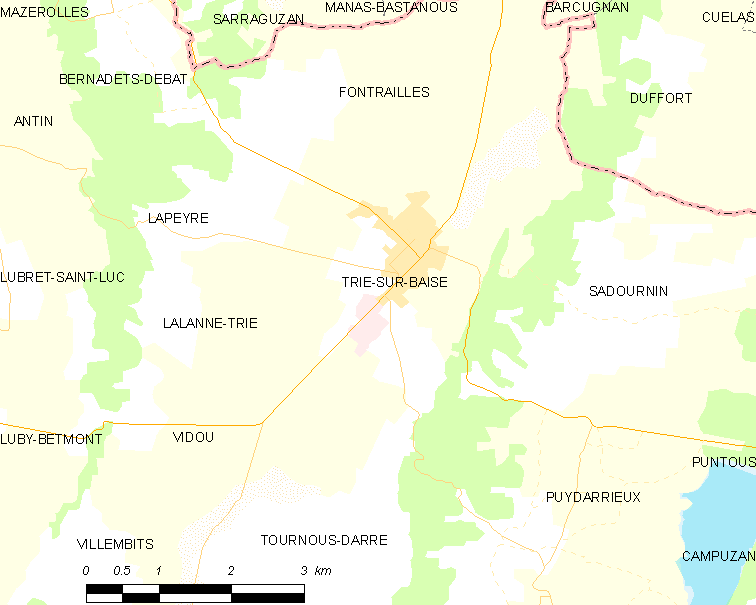
巴伊斯河畔特里的OSM定位图

巴伊斯河畔特里的时区为UTC+01:00、UTC+02:00（夏令时）。

## 行政
巴伊斯河畔特里的邮政编码为65220，INSEE市镇编码为65452。

## 政治
巴伊斯河畔特里所属的省级选区为山丘县。

## 人口

1962-2008年间巴伊斯河畔特里人口变化图示

巴伊斯河畔特里于2022年1月1日时的人口数量为993人。